# رينيه سيمون (طيار)
رينيه سيمون (بالفرنسية: René Simon)‏ هو طيار فرنسي، ولد في 8 ديسمبر 1885 في باريس في فرنسا، وتوفي في 21 أبريل 1947.